# 御影本町

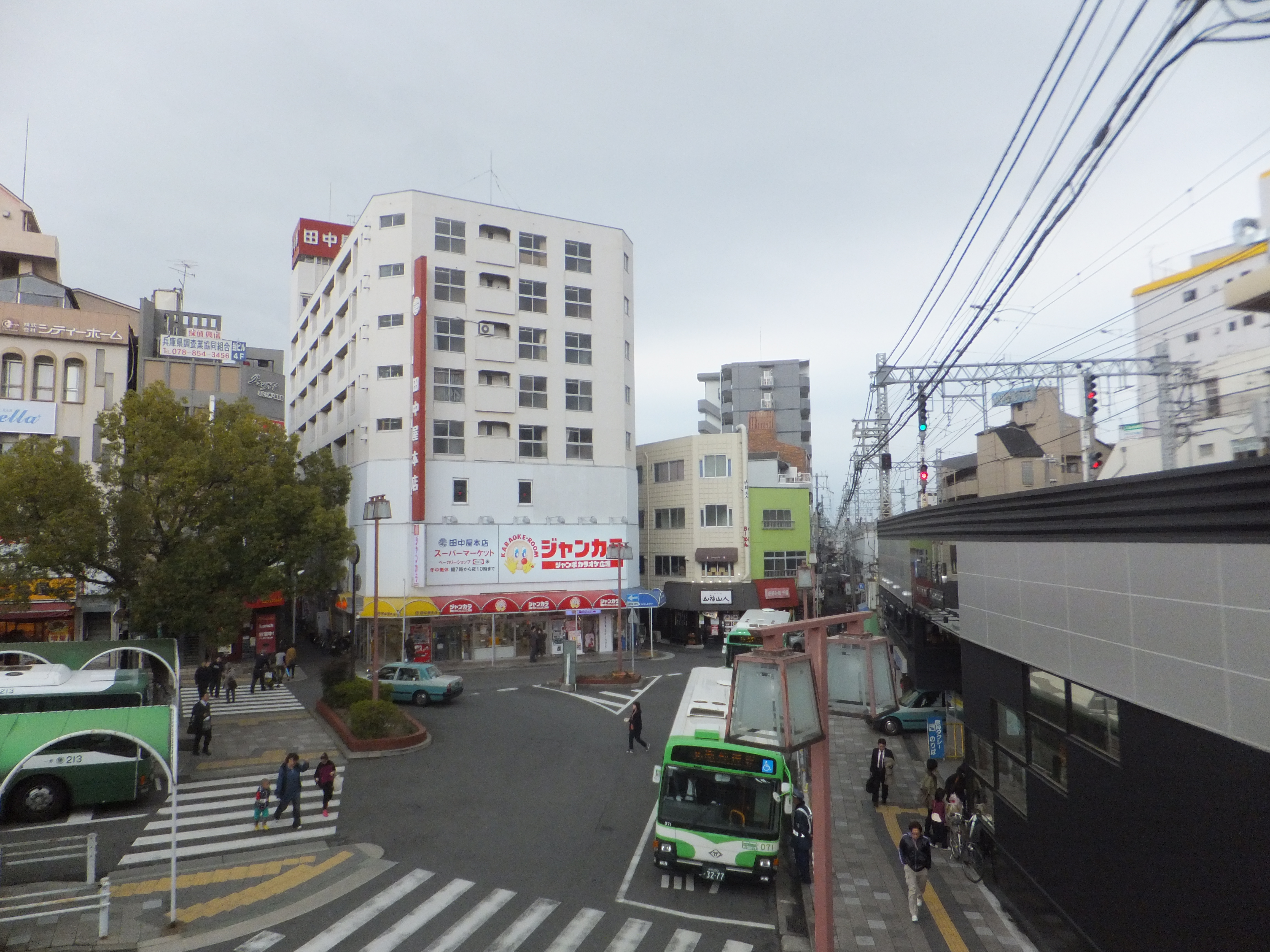
地内の街並み
御影本町4丁目で撮影

御影本町（みかげほんまち）は、兵庫県神戸市東灘区の町名の一つで、旧御影町域（御影地区）の旧・御影村域のうち阪神本線を北限とする区域を指す。1丁目から8丁目までが存在する。平成17年国勢調査（2005年10月1日現在）における世帯数は1,983、人口4,307で内男性2,119人・女性2,188人。郵便番号：658-0046。

## 概要
昭和43年（1968年）6月1日に御影町御影字浜東（一部）・上東・弓場・上弓場・沢ノ井・浜中・浜西（一部）・上中・上西が合わさって住居表示を実施し、誕生した。東は東御影線を挟んで住吉南町、南は海を挟んで御影浜町、西から北西は旧石屋村域の御影石町、南西はハーバーハイウェイの灘大橋を挟んで灘区灘浜東町、北は阪神を挟んで御影中町、北東の一点で住吉宮町とそれぞれ隣接する。
旧・小字の弓場とは弓を射て豊作を占う古来の信仰行事の場である。
同じく沢ノ井とは御影という地名の由来となった、神功皇后が三韓征伐の帰途に姿を映した泉である。伝説によれば南北朝時代、この泉の水で酒を醸して後醍醐天皇に献上したところ、大層喜ばれた（嘉納された）。爾来、付近の酒造家は「嘉納」という姓を名乗り始めたという。
6丁目の西方寺（山号：影松山）境内には古来の名勝「御影の松」があり多くの文学作品にも登場した。名松は明治27年頃に枯れ、今は二代目。その南が灘五郷酒造組合である。灘五郷の一つ御影郷の中心地、酒造地帯であるが、阪神・淡路大震災によって木造の酒蔵が全壊した。

## 町名の変遷
| 昭和25年4月1日                                   | 昭和37年9月30日    | 昭和41年2月1日     | 昭和43年6月1日 |
| ------------------------------------------------ | ------------------ | ------------------ | -------------- |
| 御影町御影字浜東                                 | 御影町御影字浜東   | 御影町御影字浜東   | 御影本町一丁目 |
| 御影町御影字上東                                 | 御影町御影字上東   | 御影町御影字上東   | 御影本町二丁目 |
| 御影町御影字柳（南部）                           | 御影町御影字上東   | 御影町御影字上東   | 御影本町二丁目 |
| 御影町御影字申御田（南部）                       | 御影町御影字上東   | 御影町御影字上東   | 御影本町二丁目 |
| 御影町御影字浜弓場                               | 御影町御影字浜弓場 | 御影町御影字浜弓場 | 御影本町三丁目 |
| 御影町御影字上弓場                               | 御影町御影字上弓場 | 御影町御影字上弓場 | 御影本町四丁目 |
| 御影町御影字上中（一部）                         | 御影町御影字沢ノ井 | 御影町御影字沢ノ井 | 御影本町四丁目 |
| 御影町御影字上弓場（一部）                       | 御影町御影字沢ノ井 | 御影町御影字沢ノ井 | 御影本町四丁目 |
| 御影町御影字坂地（御影町御影字上中になった以外） | 御影町御影字沢ノ井 | 御影町御影字沢ノ井 | 御影本町四丁目 |
| 御影町御影字申御田（一部）                       | 御影町御影字沢ノ井 | 御影町御影字沢ノ井 | 御影本町四丁目 |
| 御影町御影字十ヶ坪                               | 御影町御影字沢ノ井 | 御影町御影字沢ノ井 | 御影本町四丁目 |
| 御影町御影字浜中                                 | 御影町御影字浜中   | 御影町御影字浜中   | 御影本町五丁目 |
|                                                  |                    |                    | 御影本町六丁目 |
| 御影町御影字上中                                 | 御影町御影字上中   | 御影町御影字上中   |                |
| 御影町御影字上弓場                               | 御影町御影字上中   | 御影町御影字上中   |                |
| 御影町御影字坂池                                 | 御影町御影字上中   | 御影町御影字上中   |                |
| 御影町御影字浜西                                 | 御影町御影字浜西   | 御影町御影字浜西   | 御影本町七丁目 |
|                                                  |                    |                    | 御影本町八丁目 |
| 御影町御影字上西                                 | 御影町御影字上西   | 御影町御影字上西   |                |
| 御影町御影字一里塚（南部）                       | 御影町御影字上西   | 御影町御影字上西   |                |

## 施設
- 阪神電鉄 御影駅
- 西方寺

## 出身・ゆかりのある人物
- 嘉納治五郎（教育家）